# Lepoholmen
Lepoholmen är en ö i Finland. Den ligger i sjön Torrsjö och i kommunen Raseborg i den ekonomiska regionen  Raseborg  och landskapet Nyland, i den södra delen av landet, 80 km väster om huvudstaden Helsingfors. Öns area är 7,9 hektar och dess största längd är 0,6 kilometer i öst-västlig riktning.